# Herbert Krüger (Kunsthistoriker)

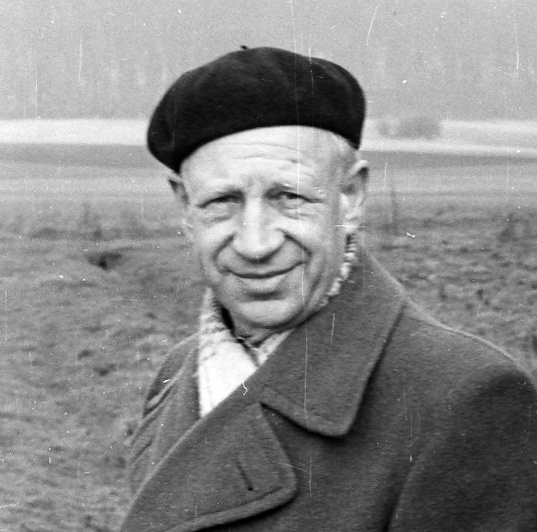

Herbert Lothar Walter Krüger (* 8. April 1902 in Schneidemühl; † 17. Januar 1996 in Fürstenfeldbruck) war ein deutscher Kunsthistoriker, Museumsdirektor sowie Prähistoriker.

## Leben
Der gebürtige Schneidemühler Herbert Krüger wandte sich nach Schulbesuchen in seiner Heimatstadt sowie in Graudenz dem Studium der Kunstgeschichte sowie Geographie an den Universitäten Berlin sowie Göttingen zu, das er 1929 mit dem Erwerb des akademischen Grades eines Dr. phil. abschloss. Herbert Krüger, der in den Jahren 1921 bis 1923 als Holz-, Berg- sowie Metallarbeiter eingesetzt war, übernahm in der Folge eine Stelle als Wissenschaftlicher Assistent am Geographischen Institut der Universität Göttingen.
1933 wechselte er auf den Direktorenposten der Städtischen Altertumssammlung, den er bis 1936 innehatte. 1938 erfolgte seine Bestellung zum Direktor des Oberhessischen Museums und der Gailschen Sammlungen in Gießen, eine Position, die er abgesehen von einer Unterbrechung zwischen 1942 und 1948, bis zu seiner Verabschiedung in den Ruhestand 1968 ausfüllte. Herbert Krüger verstarb 1996 im hohen Alter von 93 Jahren in Fürstenfeldbruck.

## Publikationen
- Höxter und Corvey. Ein Beitrag zur Stadtgeographie, Regensbergsche Buchdruckerei, Münster i.W., 1931
- Paläolithikum in Oberhessen: Dem um die Vorgeschichtsforschung seiner oberhessischen Heimat hochverdienten Otto Kunkel zum sechzigsten Geburtstag (14. Juli 1955) zugeeignet, Röhrscheid, Bonn, 1956
- Das Stader Itinerar des Abtes Albert aus der Zeit um 1250, Stade, 1958
- Des Nürnberger Meisters Erhard Etzlaub älteste Straßenkarten von Deutschland, In: Jahrbuch für fränkische Landesforschung. – hrsg. vom Zentralinstitut für Fränkische Landeskunde und Allgemeine Regionalforschung an der Universität Erlangen-Nürnberg, 18, 1958
- Zum Stand der Altsteinzeit-Forschung im Rhein-Main-Gebiet, In: Das Eiszeitalter im Rhein-Main-Gebiet, 1962, S. 127–160
- Oberdeutsche Meilenscheiben des 16. und 17. Jahrhunderts als strassengeschichtliche Quellen, In: Jahrbuch für fränkische Landesforschung. – hrsg. vom Zentralinstitut für Fränkische Landeskunde und Allgemeine Regionalforschung an der Universität Erlangen-Nürnberg, Bd. 23, 1963, S. 171–197
- Hessische Altstrassen des 16. und 17. Jahrhunderts nach zeitgenössischen Itinerar- und Kartenwerken, 1500-1650, Bärenreiter-Verlag, Kassel, 1963